# جيمس د. موني
جيمس د. موني (بالإنجليزية: James D. Mooney)‏ هو شخصية أعمال أمريكي، ولد في 18 فبراير 1884 في كليفلاند في الولايات المتحدة، وتوفي في 21 سبتمبر 1957 في توسان في الولايات المتحدة.